# Lisa Joyce
Lisa Joyce (Chicago, ...) è un'attrice, modella e regista teatrale statunitense.

## Biografia
Dopo essersi laureata con il massimo dei voti alla DePaul University di Chicago, Lisa Joyce decide di seguire la sua passione e fare l'attrice. Dopo vari spettacoli teatrali, debutta al cinema in un piccolissimo ruolo del film Il buio nell'anima. Inoltre ha lavorato con Meryl Streep nel film Dove eravamo rimasti e ha interpretato la protagonista, Billie in Billy e Billie.

## Filmografia

### Cinema
- Il buio nell'anima, regia di Neil Jordan (2007)
- Dove eravamo rimasti, regia di Jonathan Demme (2015)

### Televisione
- Law & Order - Unità vittime speciali - serie TV, episodi 9x02, 13x05, 23x13 (2007, 2012, 2022)
- Boardwalk Empire - L'impero del crimine (Boardwalk Empire) - serie TV, 5 episodi (2010)
- The Good Wife - serie TV, episodio 3x11 (2011)
- Billy e Billie - serie TV, 11 episodi (2015-2016)
- Insecure - serie TV, 16 episodi (2016-2021)

## Doppiatrici italiane
Nelle versioni in italiano delle opere in cui ha recitato, Lisa Joyce è stata doppiata da:
- Gemma Donati in The Good Wife
- Chiara Gioncardi in Law & Order - Unità vittime speciali (ep. 13x05)
- Ludovica Bebi in Insecure

## Premi e riconoscimenti
- Drama Desk Award
  - 2012 - Candidatura alla miglior attrice in uno spettacolo teatrale per The One Ugly